# Sophie von Dönhoff

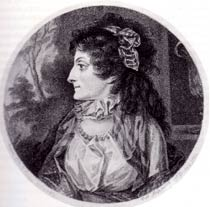
Sophie gravin von Dönhoff uit Oost-Pruisen

Sophie Juliane Friederike Wilhelmine gravin von Dönhoff (Beynuhnen, 17 oktober 1769 – Heckelberg-Brunow, 28 januari 1834) was morganatisch gehuwd (1790-1793) met Frederik Willem II, koning van Pruisen.
Na haar echtscheiding bestuurde deze edeldame zowat dertig jaar (1805-1834) het landgoed Beerbaum in Heckelberg-Brunow in Brandenburg, een provincie van het koninkrijk Pruisen.

## Levensloop
Haar ouders waren Frederik Willem graaf von Dönhoff uit het graafschap Mark en Sophie Charlotte dame von Langermann. Zij groeide op in Oost-Pruisen nabij Kaliningrad, dat destijds deel uitmaakte van het koninkrijk Pruisen. In 1789 begon Dönhoff als hofdame van koningin Frederika aan het Pruisische Hof. Een jaar later, in 1790, huwde zij met de vorst, Frederik Willem II van Pruisen. Dit was een morganatisch huwelijk, ook wel genoemd huwelijk met de linkerhand. Omwille van haar jonge leeftijd – zij was 21 en hij 46 jaar – gaven hovelingen haar de bijnaam Hebe, de Griekse godin van de jeugd en de lente. Dönhoff speelde piano en had zangtalent.
Vanaf 1792 groeide het echtpaar uit elkaar. Frederik Willem II stond onder invloed van Wilhelmine Enke (1753-1820), die voordien zijn maîtresse geweest was en dit nadien opnieuw zou worden. Ook generaal Hans Rudolf van Bischoffwerder had een invloed op de koning en ageerde tegen Dönhoff. Frederik Willem II riep haar meerdere malen tot de orde wanneer zij zich met staatszaken inliet. De koning verdroeg niet dat Dönhoff zich als een soeverein gedroeg. 
In 1793 scheidden ze. Dönhoff verliet het Hof met een jaarlijks pensioen van 8.000 Pruisische daalders; zij nam haar baby mee, geboren in 1792. Dönhoff trok naar het kanton Neuchâtel, een Zwitsers kanton onder Pruisisch bestuur. Daar beviel ze van een tweede baby (1793). Haar beide kinderen liet koning Frederik Willem II titelen met graaf van de provincie Brandenburg. Een jaar later verkocht ze al haar bezittingen in Oost-Pruisen aan haar zus. Ze verhuisde naar Angermünde in Brandenburg (1794). Doch het leven in dit provinciestadje verveelde haar. Daarom kocht ze het landgoed Beerbaum (1805). Daar liet ze zich in met landbouwhervormingen, onderrichtte de pachters en zorgde voor enkele sociale voorzieningen. Ze leidde het landbouwbedrijf. Ze liet er een landhuis bouwen, waarin ze haar kunstverzameling onderbracht. Dönhoff overleed er jaren later in 1834, en werd ter plaatse begraven.

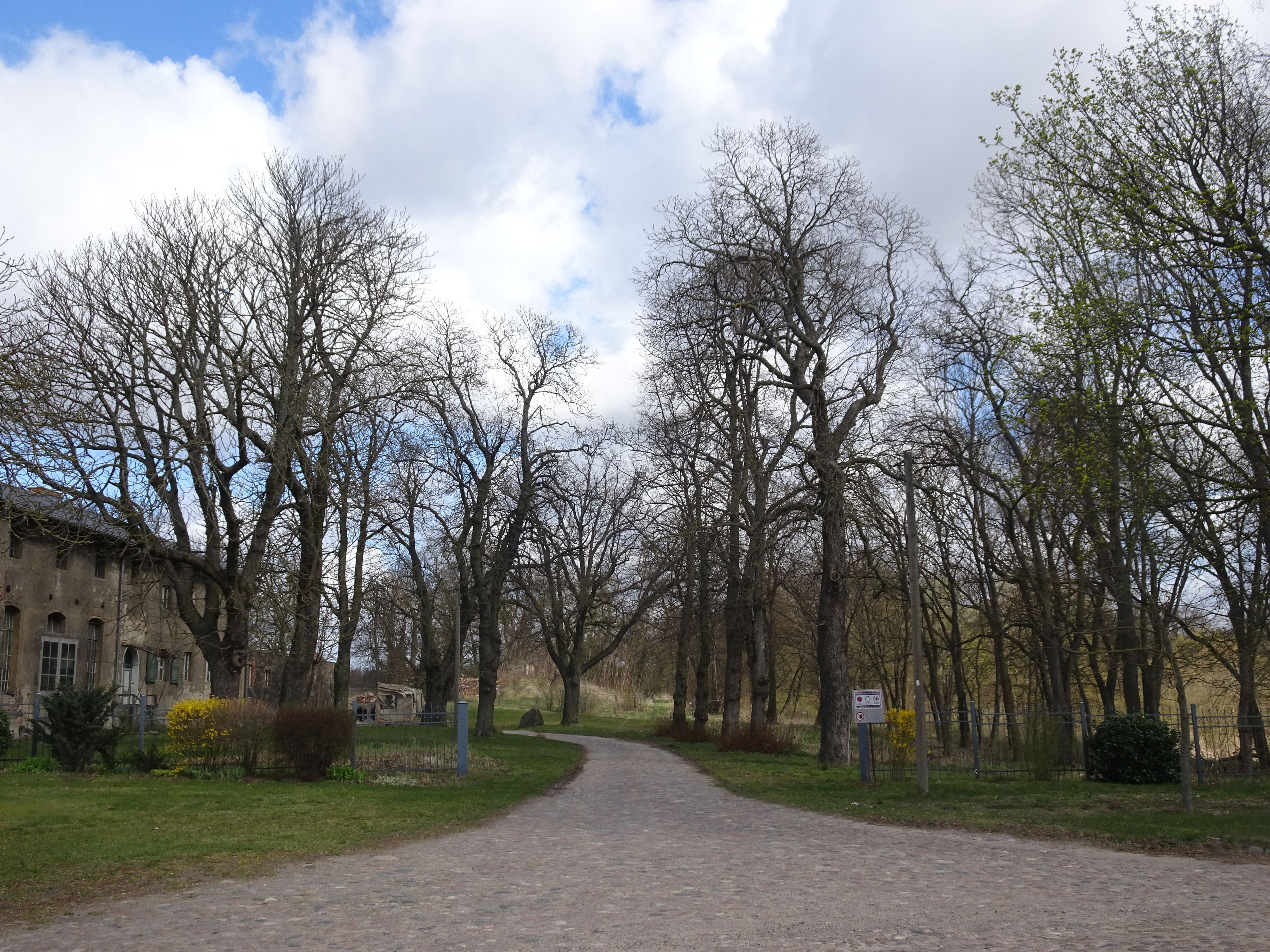
Landgoed Beerbaum in Brandenburg

## Kinderen
Uit haar huwelijk met koning Frederik Willem II werden twee kinderen geboren:
- Friedrich Wilhelm graaf van Brandenburg (1792-1850), generaal en minister-president van Pruisen
- Sophie Julie gravin van Brandenburg (1793-1848), gravin-gemalin van het vorstendom Anhalt-Köthen door haar huwelijk met Ferdinand Frederik van Anhalt-Köthen (1769-1830).

## Na haar dood
Via de erfenis van een kleinkind van haar kwam het landgoed Beerbaum in handen van een telg van het Huis Pückler uit Silezië. Ten tijde van de DDR verloederde het kerkhof. Haar graf verdween. In 2010 werd een grafplaat onthuld; kunstenaar Otto Schack beitelde in marmer zowel haar wapenschild als dat van haar zoon.